# Rascia
Rascia sau Rașca (Sârbă: Рашка; Raška) a fost o regiune medievală care a servit ca principala provincie a Ținutului Sârbesc. A fost o diviziune administrativă sub conducerea directă a monarhului și uneori ca un apanaj. Termenul a fost utilizat pentru referința la diverse state sârbești în timpurile Evului Mediu. 